# Alana Boden
Alana Boden (Surrey, 14 januari 1997) is een Brits actrice. Ze is onder andere bekend van haar rol in de Lifetime film I Am Elizabeth Smart, waarvoor ze werd genomineerd voor een Critics' Choice Award op de 23e Critics' Choice Awards. 

## Biografie
Boden werd geboren in Surrey en groeide op in Hampshire. Ze heeft twee zussen. Boden begon haar carrière als kindmodel op negenjarige leeftijd voordat ze in televisiecommercials en korte films speelde. Ze maakte gebruik van thuisonderwijs om tijd te maken voor haar carrière.
Ze maakte haar televisiedebuut als Beatrice Selfridge in het tweede en derde seizoen van de ITV1 dramaserie Mr. Selfridge. Op het London Short Film Festival in 2016 won ze een award voor Rising Star voor haar optreden in de dramafilm The Earth Belongs to No One. Hetzelfde jaar vertolkte ze de rol van Elaine Wiltshire in de Canadese YTV serie Ride over een Britse paardensportschool.
Boden speelde in 2017 een jonge versie van het titelpersonage Elizabeth Smart in de Lifetime biografische film I Am Elizabeth Smart. Voor deze rol werd Boden genomineerd voor een Critics' Choice Award in de categorie Beste actrice in een film/miniserie op de 23e Critics' Choice Awards.
Vervolgens was Boden te zien in de films Hostage Radio en Infamous Siz. In 2022 was ze opnieuw te zien in een Lifetime miniserie getiteld Flowers in the Attic: The Origin  gebaseerd op de novel Garden of Shadows. Hetzelfde jaar was Boden ook te zien in de films Uncharted en The Invitation. Boden was oorspronkelijk ook gecast in Tarot, maar zag toch af van deze rol.

## Filmografie

### Films
| Jaar | Titel                        | Rol          | Opmerkingen |
| ---- | ---------------------------- | ------------ | ----------- |
| 2014 | Spiritual Contact: The Movie | Jennifer     |             |
| 2015 | The Earth Belongs to No One  | Sky          | Korte film  |
| 2015 | Brash Young Turks            | Pythonagente |             |
| 2019 | Hostage Radio                | Julia        |             |
| 2020 | Infamous Six                 | Cola         |             |
| 2022 | Uncharted                    | Zoe          |             |
| 2022 | The Invitation               | Lucy         |             |
| 2025 | A Working Man                | Nina         |             |

### Televisie
| Jaar      | Titel                            | Rol                   | Extra                        |
| --------- | -------------------------------- | --------------------- | ---------------------------- |
| 2014–2015 | Mr Selfridge                     | Beatrice Selfridge    | 3 afleveringen (seizoen 2–3) |
| 2015      | Doctors                          | Lucy Whiteside        | 1 afl.                       |
| 2015      | Humans                           | Caroline              | 1 afl.                       |
| 2016      | Wolfblood                        | Niamh / Holly         | 2 afl.                       |
| 2016      | Ride                             | Elaine Wiltshire      | Hoofdrol                     |
| 2017      | I Am Elizabeth Smart             | Jonge Elizabeth Smart | Televisiefilm                |
| 2018      | Hawaii Five-0                    | Sophie                | 1 afl.                       |
| 2018      | Origin                           | Ayko                  | 1 afl.                       |
| 2020      | Alex Rider                       | Fiona Friend          | 1 afl.                       |
| 2021      | Domina                           | Porcia                | 1 afl.                       |
| 2022      | Flowers in the Attic: The Origin | Alicia Foxworth       | Miniserie                    |
| 2024      | Geek Girl                        | Mevrouw Lord          | 6 afl.                       |